# Martijn Kaars
Martijn Kaars (Monnickendam, 5 maart 1999) is een Nederlands voetballer die als aanvaller voor 1. FC Magdeburg speelt. Hij is de jongere broer van Dennis Kaars.

## Carrière

### Beginjaren
Martijn Kaars speelde in de jeugd van FC Volendam en AFC Ajax. In het seizoen 2016/17 zat hij één wedstrijd op de bank bij Jong Ajax, in de met 2-2 gelijkgespeelde uitwedstrijd tegen Jong FC Utrecht. In 2018 keerde hij terug bij FC Volendam, waar hij in eerste instantie aansloot bij Jong FC Volendam. 

### FC Volendam
In juni 2018 keerde Kaars terug naar FC Volendam nadat zijn contract bij Jong Ajax afliep. Hij maakte zijn Eerste Divisie-debuut voor FC Volendam op 17 augustus 2018 in een wedstrijd tegen FC Den Bosch, toen hij in de 80e minuut inviel voor Nick Doodeman. Zijn eerste doelpunt maakte hij op 25 september 2018 in een 2-1 verlies in de KNVB Beker tegen Willem II. Zijn eerste competitiedoelpunt volgde drie dagen later, toen hij in een uitwedstrijd tegen Helmond Sport het 2-2 gelijkspel veiligstelde na een assist van Teije ten Den. In het seizoen 2019/20 werd hij (gedeeld) clubtopscorer van de club. In januari 2022 speelde Kaars zijn honderdste officiële wedstrijd voor FC Volendam. In april 2022 promoveerde Kaars met Volendam naar de Eredivisie. 

### Helmond Sport
Op 7 april 2022 kondigde Helmond Sport aan Kaars voor drie jaar gecontracteerd te hebben. Hij maakte zijn competitiedebuut voor de club op de eerste speeldag van het seizoen, toen hij de volledige wedstrijd speelde tegen NAC Breda (1-0 nederlaag). Zijn eerste doelpunt kwam in de daaropvolgende wedstrijd tegen Jong AZ op 12 augustus, waar hij de gelijkmaker maakte in een 3-1 thuisnederlaag in het GS Staalwerken Stadion. Op 2 september scoorde Kaars twee keer in een 3-0 overwinning op Almere City. Kaars was een vaste waarde bij Helmond Sport en sloot het seizoen af met twee doelpunten tegen PEC Zwolle, waarmee zijn doelpuntentotaal kwam op 14 treffers in 37 competitiewedstrijden.
In zijn tweede seizoen in Helmond wist Kaars zijn doelpuntenaantal te verhogen en eindigde hij tweede op de topscorerslijst, achter Henk Veerman van ADO Den Haag. In zijn tijd bij Helmond Sport scoorde Kaars 35 doelpunten en leverde hij 8 assists in 77 wedstrijden. Hij was twee seizoenen op rij clubtopscorer, en zijn prestaties leverden hem de interesse van diverse clubs op.

### 1. FC Magdeburg
Op 17 juni 2024 werd bekend dat Kaars Helmond Sport ging verruilen voor het Duitse 1. FC Magdeburg. Bij de club uit de  2. Bundesliga was de Nederlander de opvolger van Luc Castaignos. Ook voormalig Groningen-aanvoerder Mohamed El Hankouri stond er onder contract. 1. FC Magdeburg betaalde circa €800.000,- aan Helmond Sport voor de diensten van Kaars, wat hem de duurste Helmond-speler aller tijden maakte. Kaars kon terugkijken op een goed eerste seizoen in Duitsland en werd vice-topscorer van de competitie, achter Davie Selke.

### Statistieken
| Seizoen                    | Club            | Land           | Competitie     | Competitie | Competitie | Beker | Beker | Overig | Overig | Totaal | Totaal |
| Seizoen                    | Club            | Land           | Competitie     | Wed.       | Dlp.       | Wed.  | Dlp.  | Wed.   | Dlp.   | Wed.   | Dlp.   |
| -------------------------- | --------------- | -------------- | -------------- | ---------- | ---------- | ----- | ----- | ------ | ------ | ------ | ------ |
| 2018/19                    | FC Volendam     | Eerste divisie | Nederland      | 15         | 1          | 1     | 1     | –      | –      | 16     | 2      |
| 2019/20                    | FC Volendam     | Eerste divisie | Nederland      | 27         | 11         | 1     | 0     | –      | –      | 28     | 11     |
| 2020/21                    | FC Volendam     | Eerste divisie | Nederland      | 32         | 11         | 1     | 0     | 1      | 0      | 34     | 11     |
| 2021/22                    | FC Volendam     | Eerste divisie | Nederland      | 29         | 4          | 1     | 0     | –      | –      | 30     | 4      |
| Club totaal                | Club totaal     | Club totaal    | Club totaal    | 103        | 27         | 4     | 1     | 1      | 0      | 108    | 28     |
| 2022/23                    | Helmond Sport   | Eerste divisie | Nederland      | 37         | 14         | 1     | 0     | –      | –      | 38     | 14     |
| 2023/24                    | Helmond Sport   | Eerste divisie | Nederland      | 38         | 21         | 1     | 0     | –      | –      | 39     | 21     |
| Club totaal                | Club totaal     | Club totaal    | Club totaal    | 75         | 35         | 2     | 0     | 0      | 0      | 77     | 35     |
| 2024/25                    | 1. FC Magdeburg | 2. Bundesliga  | Duitsland      | 33         | 19         | 1     | 1     | 0      | 0      | 34     | 20     |
| Carrièretotaal             | Carrièretotaal  | Carrièretotaal | Carrièretotaal | 211        | 81         | 7     | 2     | 1      | 0      | 219    | 83     |
| Bijgewerkt op 25 juni 2025 |                 |                |                |            |            |       |       |        |        |        |        |

## Erelijst
| Derde divisie Zondag | 1 | 2018/19 |

1 Reimann · 
2 Loric ·
4 Dzogovic ·
5 Müller ·
7 Bockhorn ·
8 Teixeira ·
9 Kaars ·
10 Ceka ·
11 El Hankouri ·
12 Ahl-Holmström ·
13 Krempicki ·
14 El-Zein ·
15 Heber ·
16 Mathisen ·
17 Nollenberger ·
18 Kuhinja ·
19 Musonda ·
20 Amaechi ·
21 Michel ·
22 Nadjombe ·
23 Atik ·
24 Hugonet ·
25 Gnaka ·
26 Marusic ·
27 Hercher ·
29 Burcu ·
30 Kruth ·
31 Leipertz ·
34 Chahed ·
35 Jürgen ·
37 Ito ·
40 Kampa ·
Coach: Titz